# Carl Mispagel
Carl Heinrich Georg Mispagel, auch Karl Mispagel (* 1. April 1865 in Celle, Königreich Hannover; † 31. Januar 1939 in Berlin-Wilmersdorf), war ein deutscher Kupferstecher und Radierer.

## Leben
Mispagel war ein Sohn des Regierungs-Sekretärs und Rechnungsrates Heinrich Andreas Mispagel und dessen Frau Karoline, geb. Schäfer. Er war Schüler der Karlsruher Akademie. Von 1883 bis 1888 war er an der Düsseldorfer Akademie bei Carl Ernst Forberg eingeschrieben. Von Mai 1890 bis Ostern 1891 besuchte er außerdem die Berliner Akademie. Hauptsächlich radierte er Stadtansichten. Bis in die 1930er Jahre war er in Berlin-Friedenau tätig.